# 2018 en cyclisme
| Années du cyclisme : 2015 - 2016 - 2017 - 2018 - 2019 - 2020 - 2021    |
| Décennies du cyclisme : 1980 - 1990 - 2000 - 2010 - 2020 - 2030 - 2040 |

Le résumé de l'année 2018 en cyclisme.

## Par mois

### Janvier
- 21 janvier : le Sud-Africain Daryl Impey remporte le Tour Down Under, première épreuve World Tour de la saison. Il devance au classement général Richie Porte et Tom-Jelte Slagter.

## Grands tours

### Tour d'Italie
- Vainqueur : Christopher Froome (Team Sky)
- 2e : Tom Dumoulin (Team Sunweb)
- 3e : Miguel Ángel L̟ópez (Astana Pro Team)
- Classement par points : Elia Viviani (Quick-Step Floors)
- Meilleur grimpeur :  Christopher Froome (Team Sky)
- Meilleur jeune :  Miguel Ángel L̟ópez (Team Sky)
- Meilleure équipe :  Team Sky

### Tour de France
- Vainqueur : Geraint Thomas (SKY)
- 2e : Tom Dumoulin (Sunweb)
- 3e : Christopher Froome (SKY)
- Classement par points :  Peter Sagan (Bora Hansgroe)
- Meilleur grimpeur : Julian Alaphillipe (Quick-Step)
- Meilleur jeune : Pierre Latour (AG2R)
- Meilleure équipe :  Movistar
- Super-combatif : Dan Martin (UAE)

### Tour d'Espagne
- Vainqueur : Simon Yates (Mitchelton-Scott)
- 2e :  Enric Mas (Quick-Step Floors)
- 3e : Miguel Ángel López (Astana)
- Classement par points : Alejandro Valverde (Movistar )
- Meilleur grimpeur : Thomas De Gendt (Lotto-Soudal)
- Classement du combiné : Simon Yates (Mitchelton-Scott)
- Meilleure équipe : Movistar

## Principales classiques

### Monuments
| Course               | Vainqueur       | Équipe            |
| -------------------- | --------------- | ----------------- |
| Milan-San Remo       | Vincenzo Nibali | Bahrain-Merida    |
| Tour des Flandres    | Niki Terpstra   | Quick-Step Floors |
| Paris-Roubaix        | Peter Sagan     | Bora-Hansgrohe    |
| Liège-Bastogne-Liège | Bob Jungels     | Quick-Step Floors |
| Tour de Lombardie    | Thibaut Pinot   | Groupama-FDJ      |

### Classiques World Tour majeures
- E3 Harelbeke :  Niki Terpstra (Quick-Step Floors)
- Gand-Wevelgem :  Peter Sagan (Bora-Hansgrohe)
- Amstel Gold Race :  Michael Valgren (Astana)
- Flèche wallonne :   Julian Alaphilippe (Quick-Step Floors)
- Classique de Saint-Sébastien :   Julian Alaphilippe (Quick-Step Floors)
- EuroEyes Cyclassics :   Elia Viviani (Quick-Step Floors)
- Bretagne Classic :
- Grand Prix cycliste de Québec :
- Grand Prix cycliste de Montréal :

### Nouvelles classiques World Tour
- Cadel Evans Great Ocean Race :  Jay McCarthy (Bora-Hansgrohe)
- Circuit Het Nieuwsblad :  Michael Valgren (Astana)
- Strade Bianche :  Tiesj Benoot (Lotto-Soudal)
- À travers les Flandres : Yves Lampaert
- Grand Prix de Francfort :
- RideLondon-Surrey Classic :  Pascal Ackermann (Bora-Hansgrohe)

## Principales courses par étapes
- Tour Down Under :  Daryl Impey (Mitchelton-Scott)
- Tour d'Abou Dhabi :  Alejandro Valverde (Movistar)
- Paris-Nice :  Marc Soler (Movistar)
- Tirreno-Adriatico :  Michał Kwiatkowski (Team Sky)
- Tour de Catalogne :  Alejandro Valverde (Movistar)
  -  Tour du Pays basque :  Primoz Roglic
- Tour de Romandie :
- Tour de Californie :
- Critérium du Dauphiné :  Geraint Thomas (Sky)
- Tour de Suisse :
- Tour de Pologne :
- / BinckBank Tour :
- Tour de Turquie :  Eduard Prades (Euskadi-Murias)
- Tour du Guangxi :  Gianni Moscon (Sky)

## Championnats

### Championnats du monde

#### Championnats du monde de cyclo-cross

##### Hommes
- Wout van Aert

## Principaux décès
- 4 janvier : Lyli Herse, cycliste française à 90 ans
- 15 janvier : Karl-Heinz Kunde, cycliste allemand à 80 ans
- 2 février  : Carlo Brugnami, cycliste italien à 79 ans
- 10 février : Walter Boucquet, cycliste belge à 76 ans
- 17 février : Miguel Pacheco, cycliste espagnol à 86 ans
- 20 février : Arnaud Geyre, cycliste français à 82 ans
- 23 mars : Roger Rioland, cycliste français à 93 ans
- 28 mars : Eugène Van Roosbroeck, cycliste belge à 89 ans
- 8 avril : Michael Goolaerts, cycliste belge à 23 ans
- 4 mai : André Le Dissez, cycliste français à 88 ans
- 27 mai : Andrés Gandarias, cycliste espagnol à 75 ans
- 2 juin : André Desvages, cycliste français à 74 ans
- 7 juin : Arie den Hartog, cycliste néerlandais à 77 ans
- 8 juillet : Nino Assirelli, cycliste italien à 92 ans
- 30 juillet : Andreas Kappes, cycliste allemand à 52 ans
- 2 août : Armand de Las Cuevas, cycliste français à 50 ans
- 24 août : Javier Otxoa, cycliste  espagnol à 43 ans
- 19 septembre : Jesús Rodríguez Magro, cycliste et directeur sportif espagnol à 58 ans
- 29 septembre : Alves Barbosa, cycliste portugais à 86 ans
- 5 octobre : Jimmy Duquennoy, cycliste belge à 23 ans
- 11 octobre : Dieter Kemper, cycliste allemand à 81 ans
- 26 octobre : Roger De Breuker, cycliste belge à 78 ans
- 6 novembre : Jonathan Cantwell, cycliste australien à 36 ans
- 8 novembre : Gottfried Weilenmann, cycliste suisse à 98 ans
- 12 novembre : Lee Min-hye, cycliste sud-coréenne à 33 ans
- 23 novembre : Bernard Gauthier, cycliste français à 94 ans
- 9 décembre : Jean Baldassari, cycliste français à 92 ans